# 高雄市立歷史博物館
高雄市立歷史博物館（全銜高雄市專業文化機構高雄市立歷史博物館，簡稱高博館、高史博）是位於臺灣高雄市鹽埕區的一座博物館，過去為高雄市役所、高雄市政府舊址，其定位為高雄的「城市歷史博物館」，目前廳舍已被指定為高雄市定古蹟。

## 沿革

### 創立

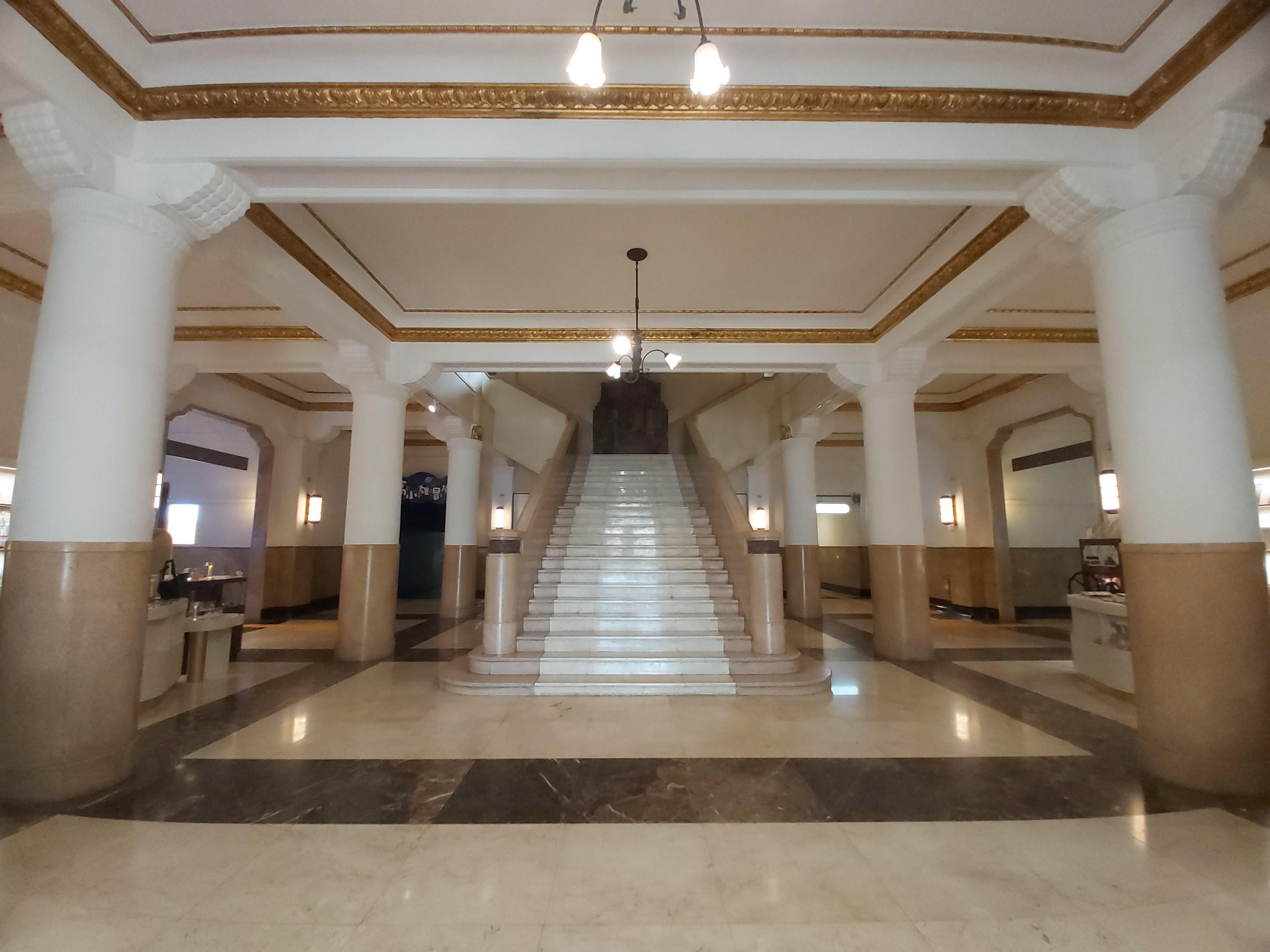
高雄市立歷史博物館大廳

日治中期，台灣總督府鑒於高雄市中心發展逐漸從哈瑪星東移，於昭和7年（1932年）10月10日告示190號公布「大高雄都市計畫」，乃將包括鹽埕榮町、前金地區計畫指定為官公署用地，並將原位於哈瑪星湊町（今哈瑪星代天宮）的高雄市役所遷至榮町，並鳩工新築辦公廳舍。該辦公廳舍由清水組（大野米次郎）設計監造，為一帝冠樣式建築，市役所基礎工程於昭和12年（1937年）1月4日正式動工，由於七七事變影響使得物價上漲，在建築材料受配給限制後增加經費繼續，並更改建築物設計，最終市役所昭和14年（1939年）9月16日完工落成，周遭建築物包括高雄州廳、高雄州商工獎勵館等官方建築。
1945年，中華民國接收臺灣，該建築續由高雄市政府接收使用。二二八事件期間，以高雄市參議員為主的二二八事件處理委員會高雄市分會亦設於市府，此建築在事件期間曾發生多起軍人開槍致市民死傷事件，至今建築物外牆仍殘留彈痕遺跡。

### 組織
本館
民國81年（1992年）1月18日，高雄市政府搬遷至苓雅區四維三路2號之「合署辦公大樓」（即今之高雄市政府四維行政中心），舊市府建築正式功成身退，最後一位在此辦公的市長為吳敦義。為保存高雄市相關歷史資料，高雄市政府在市府舊址籌備「高雄市立歷史博物館」，於民國87年（1998年）10月25日開館，成為台灣第一座由地方政府經營的歷史博物館。
其建築本體於民國92年（2003年）2月26日經高雄市政府公告為高雄市歷史建築，民國93年（2004年）10月18日改公告為直轄市定古蹟，昭示高雄城市歷史的變遷與成長。
2010年12月25日，高雄市縣合併之際，「高雄市文獻委員會」併入高雄市立歷史博物館。
2014年12月21日，三樓「高雄研究文獻中心」開館。
2017年，高雄市立歷史博物館與高雄市電影館一同由高雄市政府文化局移交行政法人高雄市專業文化機構，由行政機關轉型為專業行政法人場館，在館務運作上朝向專業化的方向，為臺灣第一座由地方政府營運的行政法人場館之一；置館長、副館長、行政長各1人，設研究部、展示設計部、公共服務部、文化事業部、綜規管理部等單位。
當前，高雄市立歷史博物館以高雄歷史為基底為導向，從而延伸有鐵道文化、舊城歷史、傳統表演藝術、人權議題及眷村移民等主題附屬館舍，形成區域性大博物館群，其附屬館舍包括高雄市左營孔子廟、舊打狗驛故事館、戰爭與和平紀念公園、哈瑪星臺灣鐵道館、柯旗化故居、見城館、高雄市皮影戲館、臺灣眷村文化園區等。
高雄市文獻委員會
負責編纂市志、文獻資料及管理高雄孔子廟的「高雄市文獻委員會」（簡稱文獻會）於2010年12月併入高雄市立歷史博物館；在併入高史博之前，文獻會辦公地點曾輾轉搬遷，歷經市政府（今高史博）、高雄市立圖書館（今高雄文學館處）、孔子廟、高雄市文化中心、華國金融中心等地。
- 1952年，為整理高雄市文化遺產，由市政府教育科中教股股長周西伯兼辦高雄市文獻工作。
- 1952年8月1日，「臺灣省高雄市文獻委員會」正式成立，由市長謝掙強兼任主任委員，下設編纂組並由張瑞芙先生為首任組長，並置組員、雇員各1人，成立之初於市政府（即今高史博）3樓辦公，並規畫增置副主任委員，以及增設採訪組、總務組。
- 1954年1月，編纂組張瑞芙先生辭職，張源先生榮首任副主任委員；同年8月遷至甫落成之高雄市立圖書館（今高雄文學館）2樓合署辦公；9月班劍初繼任文獻會副主委。[7]
- 1956年起編纂《高雄市志》，至1974年完成共15篇。
- 1972年9月，配合政府精簡機構政策，文獻會併入高雄市政府民政局，改設文獻課。
- 1979年，高雄市升格改制為直轄市，恢復設置「高雄市文獻委員會」，仍隸屬高雄市政府民政局，文獻委員會主任委員由民政局長兼任，置副主任委員1人及委員若干人，並置執行秘書1人綜理會務，下設編纂組、總務組2組。
- 1981年起，進行《重修高雄市志》的纂修，至1993年共完成17卷。
- 1990年起，提出「續修高雄市志實施計畫草案」；《續修高雄市志》的纂修，至1999年完成共12卷。
- 1993年，高雄市政府調整機關組織架構，將「高雄市孔子廟暨忠烈祠管理委員會」併入高雄市文獻委員會，置主任委員1人、副主任委員1人及委員6至12人；組織改設編纂組、管理組（孔子廟暨忠烈祠管理業務）、行政室（原總務組），並置秘書一人襄助主任委員處理會務。
- 2003年1月1日，高雄市政府文化局成立，文獻會改隸文化局管轄，職掌高雄市之文獻蒐集、整理、保存，市志編纂與孔廟及忠烈祠之祠廟管理暨祀典業務。[8]
- 2010年12月25日，高雄市縣合併之際，主責編纂市志、文獻資料並管理孔子廟的「高雄市文獻委員會」配合市府組織精簡，併入高雄市立歷史博物館；使高史博除了身兼博物館既有的建館宗旨外，也肩負高雄市歷史的整理與詮釋任務。[9]

## 建築設計
主要建築設計為日本和洋折衷樣式，建材為鋼筋混凝土所購。整體採中央主塔搭配兩側對稱副塔的塔樓式造型，中軸線的設計表達莊嚴、隆重的氣氛，屋身則為柱樑與承重牆並用的混合式構造。
主塔位居四樓最高點，具良好的瞭望功能，主塔與兩側副塔頂部均加上日本傳統建築的四角攢尖頂與琉璃瓦大屋頂，飾以寶瓶式的塔尖、梅花圖案的滴水及日本菊花圖騰的飾帶；一樓設有門廊，廊頂為戶外平台，具有校閱與典禮司令台的功能，可一窺日本帝國主義顛峰時期的建築風貌。
內部配置方面，建築物共有前棟四層、後棟兩層之空間使用，在最初作為市役所使用時，一樓主要為各單位與助役（副市長）的辦公室，二樓前棟則是市尹（市長）之辦公室，會議室、正廳及紀念室等配置，後棟作為食堂與倉庫使用。另外，建物四周牆面雕刻各種圖案紋飾，窗戶造型如八角窗、桃形窗、弧形窗等都玲瓏有致，而外露式陶燒排水管更是少見特殊的建築景觀。此外館外人行道上，有一對日式石燈籠。

## 典藏
高雄市立歷史博物館係蒐藏高雄歷史發展軌跡與多元文化內涵、呈現人民於高雄土地生活的重要意義以及能反映當代發生於高雄之社會事件或議題的文物與史料等，予以系統整理、蒐集、維護，作為研究、展覽、教育推廣之依據，以保存與發揚在地知識和區域特色，並與大眾共享。建構「高雄城市發展」為主題的蒐藏，成為高雄地區文史知識庫。

## 外部連結
- 高雄市立歷史博物館 （页面存档备份，存于）
- 高雄市立歷史博物館的Facebook專頁
- OpenStreetMap上有關高雄市立歷史博物館的地理
- 原高雄市役所(高雄市立歷史博物館)——文化部文化資產局 （页面存档备份，存于）
- 認識史博（页面存档备份，存于）